# قروفوناوات
القروفوناوات (الاسم العلمي: Corophiida) هي دون رتبة من مزدوجات الأرجل التي تحتوي على اثنين من الرتب الصغيرة الكبريلوسات (القريدس الهيكلي وقمل الحيتان) والقروفوسات.

## التصنيف
- رتيبة القروفونيات
  - دون رتبة القروفوناوات
    - الرتبة الصغيرة القروفوسات
      - فوق فصيلة القروفينات
        - فصيلة القروفات
          - أسرة القروفاوات
            - قبيلة القروفاوية
              - جنس القروف